# الإسلام في وسط آسيا

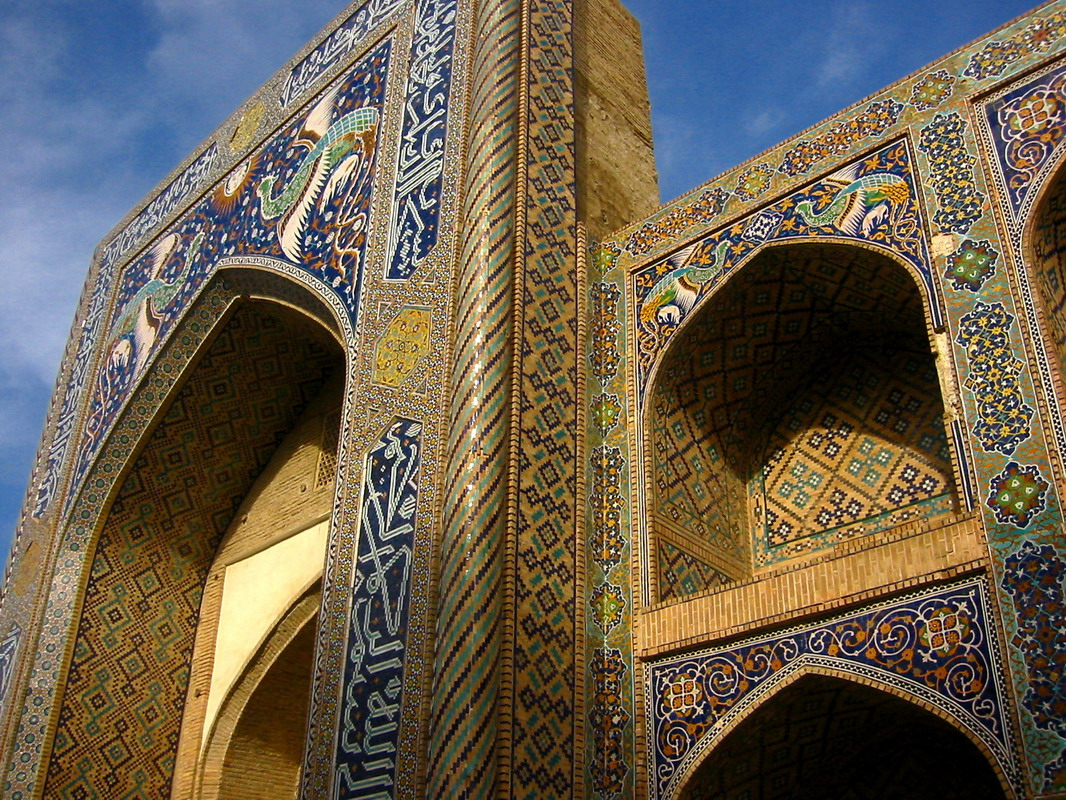
مسجد بخارى

الإسلام هو الدين الأكثر انتشاراً على نطاق واسع في آسيا الوسطى. المذهب الحنفي السني هو الأكثر شعبية، مع التشيع الإمامية والطوائف الإسماعيلية التي بشكل أغلب بهضبة بامير وجبال تيان شان الغربي (على وجه الحصر تقريبا الإسماعيلية)، في حين يضم أقلية كبيرة في وادي نهر زارافشان، من سمرقند إلى بخارى (على وجه الحصر تقريبا الإمامية). دخل الإسلام إلى آسيا الوسطى في مطلع القرن 8 كجزء من الفتح الإسلامي في المنطقة. فالعديد من العلماء والفلاسفة المسلمين المعروفين جاؤوا من آسيا الوسطى، وإن عددًا من الإمبراطوريات المسلمة الكبرى في كانت في آسيا الوسطى، بما في ذلك الإمبراطورية التيمورية والإمبراطورية المغولية التي نشأت في آسيا الوسطى. في القرن 20، تم سنّ قيود شديدة على ممارسة الشعائر الدينية من قبل الاتحاد السوفيتي في آسيا الوسطى السوفياتية وجمهورية الصين الشعبية في شينجيانغ. تستمر المخاوف بشأن التطرف الديني والحرية الدينية في المنطقة حتى يومنا هذا.

## التاريخ

### وصول الإسلام وفترة العصور الوسطى

منطقة الخلافة الإسلامية
الدولة الإسلاميه في عهد النبي محمد 612-632
في عهد الخلفاء الراشدين، 635-680
في عهد الخلفا الأمويين، 661-750

كانت معركة طلاس في 751 بين الخلافة العباسية وأسرة تانغ الصينية للسيطرة على آسيا الوسطى نقطة تحوّل في التغيّر الشامل للإسلام في المنطقة.
معظم خانات التركية تحوّلت إلى الإسلام في القرن 10. يوم 12 مايو 922 الذي يُحتفل به باعتباره عطلة في العصر الحديث في تتارستان حين دخل أحمد بن فضلان سفير الخليفة أبو الفضل جعفر المقتدر بالله في ولغا بلغاريا.
كان انتشار الإسلام في المنطقة تأثير عميق على الثقافات المحلية في المنطقة التي شُكلت بها باعتبارها جزءا من الحضارة الإسلامية. انتشار الإسلام في المنطقة أيضا تأثير مزج الإسلام في الثقافات المحلية لتلك الشعوب، وخلق مظاهر جديدة من الشعائر الإسلامية، ودعاة ذلك العصر من أبرزها خوجة أحمد يسوي فقد كان خواجه متصوف.
ومن العلماء والفلاسفة المسلمين في آسيا الوسطى أمثال الخوارزمي، أبو الريحان البيروني، الفارابي، ابن سينا الذي كان لهم تأثير هام على تطوّر العلم في أوروبا في القرون التي تلت ذلك.
لكن كانت القبائل التركي منغولية تقريبا بأسرها بطيئة القبول ببعض المبادئ الإسلامية، مثل التخلّي عن استهلاك الكحول أو الوضوء قبل الصلاة، ولكن يعتقد أن يتصل ذاك بصورة مباشرة لنمط حياتهم البدوية والتقاليد المحلية.

### الاتحاد السوفيتي
تكوّن الاتحاد السوفيتي من 15 جمهورية، منها ست جمهوريات " خانات " يُشكّل المسلمون أغلب سكانها، ولقد استولى السوفييت على مساحة 4,538,600 كيلومتر من البلاد الإسلامية، والوحدات السياسية التي استولى عليها السوفييت من الأراضي الإسلامية في قارة آسيا هي: أذربيجان - أوزبكستان - طاجيكستان - تركمانستان - كازاخستان - قيرغيزستان - جورجيا - أرمينيا - والست الأولى ذات أغلبية مسلمة، والأخيرتان كانتا تابعتين لحكم إسلامي خلال فترات مختلفة، وفي قارة أوروبا -داغستان - الشيشان - قبردينو - بلقاريا - القرم - ماري وأودمورتيا - تشوفاشيا - تتارية - أورنبرج- بشكيريا - وأوسيتيا الشمالية. وقد انخفض عدد المسلمين لعدة أسباب منها، كثرة عدد من أُعدموا في الثورة الشيوعية، وطريقة الإحصاء التي أجراها الشيوعيون على أساس القوميات لا على أساس الدين، وتهجير المسلمين بصورة إجبارية مما أدّى إلى خفض نسبة المسلمين خصوصاً في الجمهوريات الإسلامية بآسيا الوسطى. ولقد مرّت على المسلمين مراحل قاسية في الفترة المحصورة بين سنتي (1336 هـ - 1917م) إلى سنة (1350 هـ - 1931م)، أثّر في حالة المسلمين الديموغرافية، فقتل الروس مئات الألوف من المسلمين الباشكير والقيرغيز على أثر ثورتهم بعد عام (1336 هـ - 1917 م) ومات مليون من المسلمين الكازاخ والقيرغيز في مجاعات (1340 هـ - 1921 م)، واستشهد حوالي المليون من مسلمي كازاخستان عندما طبّق الشيوعيون مبادئهم على ثروات هذه الجماعات الرعوية، وجاء الروس بمهاجرين جُدد إلى المناطق الإسلامية ويقدّر بحوالي 12,792,000 روسي، وسياسة التهجير تهدف إلى استغلال ثروات المناطق الإسلامية بوسط آسيا وخفض نسبة المسلمين، ويُقدّر عدد المسلمين بحوالي 70 مليون نسمة.

### 1980 و 1990 والصحوة الإسلامية
سياسة الانفتاح وضعها موضع التنفيذ من قبل ميخائيل جورباتشوف في منتصف 1980 يعني أنه بحلول عام 1988 خفّفت الحكومة السوفياتية ضوابطها على الإسلام. ونتيجة لذلك كان هناك صحوة دينية سريعة، بما في ذلك إنشاء المساجد الجديدة، والأدب، وعودة المدارس الدينية الخاصة. وكانت العديد من أبناء آسيا الوسطى مهتمين بالقيَم الأخلاقية والروحية التي يمكن أن يقدّمها الإسلام.
تسارع النهضة الدينية عقب انهيار الاتحاد السوفياتي في عام 1991. فالإسلام يمثّل التراث الوطني التي قد قُمِعت خلال الحقبة السوفياتية. بالإضافة إلى ذلك، خففت القيود المفروضة على السفر بشكل واسع في عهد غورباتشوف كما اهتم بالتبادل الثقافي مع الدول الأخرى المسلمة وعلى سبيل المثال أرسلت المملكة العربية السعودية نسخا من القرآن الكريم إلى الاتحاد السوفياتي في أواخر 1980. فالإسلام أصبح يمارس في آسيا الوسطى بحرية واسعة.
ومع ذلك، كانت حكومات جمهوريات آسيا الوسطى كانت تشعر بالقلق من الإسلام السياسي. فقد كانت مخاوفهم لها ما يبررها ففي وقت قريب اندلعت الحرب الأهلية الطاجيكية في عام 1992، بين الحكومة الطاجيكية وائتلاف المعارضين بقيادة جماعة إسلامية متشددة تدعى حزب النهضة الإسلامي. الحرب الأهلية التي استمرت حتى عام 1997، أثبتت للجمهوريات السوفيتية السابقة الأخرى إلى المخاطر التي تمثلها جماعات المعارضة الإسلامية. كما حدث في عام 1996 في أفغانستان سيطرة طالبان على الحياة السياسية.
وكان حزب النهضة الإسلامي (الحزب الثوري المؤسسي) واحدة من عدة الجماعات المعارضة الإسلامية، بما في ذلك الحركة الإسلامية في أوزبكستان التي حاربت أيضا ضد الحكومة الطاجيكية في الحرب الأهلية. كان الحزب الثوري المؤسسي أصولها من الجماعات الإسلامية السرية في الاتحاد السوفياتي. تشكّلت في عام 1990 في استراخان من قِبَل مجموعة تتكوّن في الغالب من المفكّرين التتار، ولها فروع منفصلة لكل الجمهوريات السوفيتية. وكان في الواقع سجل كحزب سياسي رسمي في روسيا، ولكن تم منعه من قبل الحكومات الشيوعية في آسيا الوسطى.
ففي طاجيكستان، اتخذت الحكومة استغلال هذا التحوّل في الموقف الدولي من أجل تقويض موقف الإسلام في السياسة، اتخاذ خطوات مثل منع الحجاب (وهي ليست التقليدية في طاجيكستان، وذلك بسبب الحكم السوفيتي) في المدارس العامة، والحد من الحقوق القانونية للجماعات الإسلامية.
منذ عام 2001، جعلت التوترات العرقية والدينية في جمهوريات آسيا الوسطى جنبا إلى جنب مع الفقر المدقع وضعف الأداء الاقتصادي لهم المتقلبة على نحو متزايد. ومع ذلك، غالبا ما تستخدم الحكومات الجماعات الإسلامية لتبرير القمع وحملات مثل تلك الجماعات هي السبب في العنف، إن لم يكن في كثير من الأحيان. على سبيل المثال في مايو 2005 قتلت حكومة أوزبكستان أكثر من 700 من المدنيين الخاصة يتظاهرون عقب محاكمة 23 مشتبه من الجذور الإسلامية مدعية أنهم كانوا إرهابيين. هذا الحال بما تقوم به الحكومة الأوزبكية قمع المتظاهرين السلميين، وربما محاولة لمنع هذا النوع من ثورة شعبية التي وقعت قبل 8 شهور في قيرغيزستان، إسقاط الرئيس عسكر أكاييف.
لم تكن كل الحركات الإسلامية العنيفة مثل الحزب الثوري المؤسسي؛ كان الأكثر شعبية الحركة الإسلامية الراديكالية في آسيا الوسطى خلال 1990s وغير عنيفة حزب التحرير. على الرغم من أنه لا تتبنّى أساليب العنف نفس الجماعات مثل الحزب الثوري المؤسسي والحركة الإسلامية الأوزبكية، هدفها المعلن هو توحيد جميع البلدان مسلم من خلال الوسائل السلمية واستبدالها عودة الخلافة. لهذا السبب، والحكومات في آسيا الوسطى يعتبرونه تهديدا ولقد حُظِرت على أنها مجموعة تخريبية في جمهوريات آسيا الوسطى.

### القرن 21
في أعقاب الهجمات الإرهابية في 11 سبتمبر 2001، أخذت القوى الأجنبية أكبر بكثير مصلحة في منع انتشار منظمات الإسلام السياسي مثل الحزب الثوري المؤسسي والحركة الإسلامية الأوزبكية. عرضت جمهوريات آسيا الوسطى أراضيها ومجالها الجوي للاستخدام من قِبَل الولايات المتحدة وحلفائها في عمليات ضد طالبان في أفغانستان، واعترف المجتمع الدولي على أهمية ضمان الاستقرار في آسيا الوسطى من أجل مكافحة الإرهاب.
وكانت الدول العظمى مثل الولايات المتحدة وروسيا والصين ليست مهتمة فقط لمحاربة الإرهاب؛ إنما استخدموا الحرب على الإرهاب من أجل تعزيز برامجهم السياسية والاقتصادية في المنطقة، ولا سيّما خلال استغلال موارد الطاقة في آسيا الوسطى.
عامة لم يكن التشدد الإسلامي في آسيا الوسطى خطرا كبيرا على الاستقرار في المنطقة مقارنة مع المشاكل الاجتماعية والاقتصادية لا تُعَد ولا تُحصى مثل هذا الدمار البيئي حول بحر آرال، والفقر المتوطّن، وضعف التعليم التي تصيب المنطقة.